# Большое Мокрое
Большо́е Мо́крое — село в Кстовском районе Нижегородской области, административный центр Большемокринского сельсовета.
В селе расположено отделение Почты России (индекс 607671).

## История села
Точная дата основания села неизвестна. Согласно данным из архивов, первое поселение на месте села появилось рядом с «гремячим ключом», однако в его воде содержалось много извести, что приводило к многочисленным смертям. Это стало причиной дальнейшего переселения жителей.
На новом месте образуется первая улица — «Валдай». Воду брали из разных источников, но самой лучшей считалась вода из «святого» колодца, в котором, по преданию, явилась Смоленская икона Божией Матери. Икону трижды пытались перенести в Шёлокшу, но она странным образом исчезала оттуда и появлялась в том же самом источнике. Впоследствии на этом месте в 1908 году построили деревянную Смоленскую церковь с пятью куполами и колокольней. Первым священником церкви стал иерей Вениамин Николаевич Аратский, выпускник семинарии.
Местоположение села было непроходимым — территория была окружена болотами, в них текла ржавая вода. Вероятно, по этой причине село и получило название «Мокрое». По словам старожилов, изначально это было имение некоего помещика, жившего в с. Вередеево, что в 12 километрах к востоку от Мокрого.
Население села состояло преимущественно из помещичьих и государственных крестьян. Основным занятием было бондарство; помимо этого, жители выращивали традиционные сельскохозяйственные культуры — рожь, пшеницу, ячмень. Всего на территории Мокрого находилось 7 ветряных и 2 механические мельницы, а также маслобойня. Имелась школа, 10-12 молитвенных домов.

### В советское время
Советская власть была установлена в Мокром в 1918 году мирным путём, по инициативе местных активистов. В 1928 году образовался колхоз «Пробуждение», где насчитывалось пятьдесят шесть едоков из четырнадцати хозяйств. Объединившись, эти хозяйства сдали в общий фонд колхоза свой хлеб. В 1929 году появился первый трактор «Фордзон». В 1930 году на базе сплошной коллективизации было ликвидировано кулачество — земли кулаков изымались, а их владельцев отправляли в ссылку в Челябинск.
В 1930-е годы Смоленская церковь была закрыта, а в её здании был размещён детский сад. Прежний служитель церкви, отец Вениамин, годами ранее был отправлен на лесоповал, где и принял мученическую смерть. После него в храме служил иерей Сергей Иванович Красовский, однако с началом гонений на церковь он был расстрелян.
В годы Великой Отечественной войны большая часть большемокринцев ушла в ряды Красной Армии, в то время как остальные жители стали тружениками тыла. В бывшей Смоленской церкви держали пленных немцев. В газете «Правда» в феврале 1943 года было напечатано патриотическое письмо председателя Мокринского колхоза имени XVII съезда партии тов. Боярскова Прокофия Михайловича:

Сейчас, когда Красная Армия одерживает новые победы на фронте, мы люди тыла, живём одним стремлением: общими силами раздавить фашистских гадов. Для ускорения победы над врагом я вношу из своих личных сбережений 110 тысяч рублей на строительство эскадрильи боевых самолётов "Валерий Чкалов". Пусть наши соколы уверенно сбрасывают бомбы на головы фашистских людоедов с самолётов, построенных на сбережения колхозников.— П. М. Боярсков
В ответ была получена личная благодарность Совета обороны за подписью Сталина.
После войны в селе были построены дом культуры, средняя и начальная школы, медицинский пункт, 5 магазинов, комбинат бытового обслуживания. Здание церкви, которое на сей раз было переоборудовано под зернохранилище, было окончательно снесено в 1960-е годы. На протяжении многих десятилетий духовная жизнь в селе находилась в застое; лишь некоторые посещали храм в с. Новые Ключищи. Материал о церкви, её священниках, фотографии и чертежи храма хранятся в музее сельской средней школы.

### В наши дни
В 1995 году инициативная группа жителей села подняла вопрос о возрождении храма в честь Смоленской иконы Божией Матери Одигитрии. Под здание новой церкви, с разрешения сельского и районного кооперативов и по благословлению митрополита Николая (Кутепова), было решено приспособить бывший купеческий дом, в котором на тот момент находился склад сельпо. Осенью того же года силами сельчан начались строительные работы, а в январе 1996 года в храме состоялась первая служба. В настоящее время храм присоединён к Владимирской церкви в селе Вишенки (г. Кстово). Настоятелем является иерей Алексий Ёлкин, службы проводит иерей Константин Кондаков. Престол в храме один; престольный праздник — 10 августа.
По состоянию на 1990-е годы в селе проживало 1835 человек, количество дворов — 731. На территории Большемокринского сельсовета образовались 13 фермерских хозяйств, где преимущественно выращивались зерновые культуры и картофель.